# اگر انجامش بدی، توی دردسر می‌افتی
اگر انجامش بدی، توی دردسر می‌افتی (ایتالیایی: Se lo fai sono guai) یک فیلم کمدی سکسی سبک ایتالیایی به کارگردانی میکله ماسیمو تارنتینی است که در سال ۲۰۰۱ منتشر شد.

## گزیدهٔ بازیگران
- آلوارو ویتالی
- میکله گامینو
- جانفرانکو دانجلو
- مائوریتسیو ماتیولی
- لوچو مونتانارو
- جان پیرو گالئاتسی
- ایلا وبر
- جاستین ماترا